# Philemon Kirwa Tarbei
Philemon Kirwa Tarbei (* 1983) ist ein kenianischer Marathonläufer.
2007 siegte er beim Turin-Marathon und wurde Dritter beim Lille-Halbmarathon und Zweiter beim Venedig-Marathon. 2008 wurde er Achter in Turin und Vierter beim Frankfurt-Marathon. Einem 15. Platz in Frankfurt 2009 folgte 2010 ein zweiter Platz beim Ljubljana-Marathon.
Philemon Kirwa Tarbei stammt aus Kapsabet und wird von Amos Korir trainiert.

## Persönliche Bestzeiten
- 3000 m: 7:52,90 min, 14. September 2006, Marano di Napoli
- 5000 m: 13:26,26 min, 26. Mai 2006, Conegliano
- 10.000 m: 28:34,1 min, 30. April 2006, Florenz
- 10-km-Straßenlauf: 28:26 min, 17. April 2006, Gualtieri
- Halbmarathon: 1:01:27 h, 1. September 2007, Lille
- Marathon: 2:08:47 h, 26. Oktober 2008, Frankfurt am Main